# The Hand Is Quicker Than the Eye
The Hand is Quicker Than the Eyes è l'album d'esordio del gruppo musicale rock statunitense Joshua pubblicato nel 1983.

## Tracce
1. Falling Again – 3:55
2. November is Going Away – 3:35
3. Sweet Lil Hurricane – 4:07
4. Let's Breackaway – 3:51
5. Broken Dream – 3:38
6. Flying High – 2:18